# Windsurfen

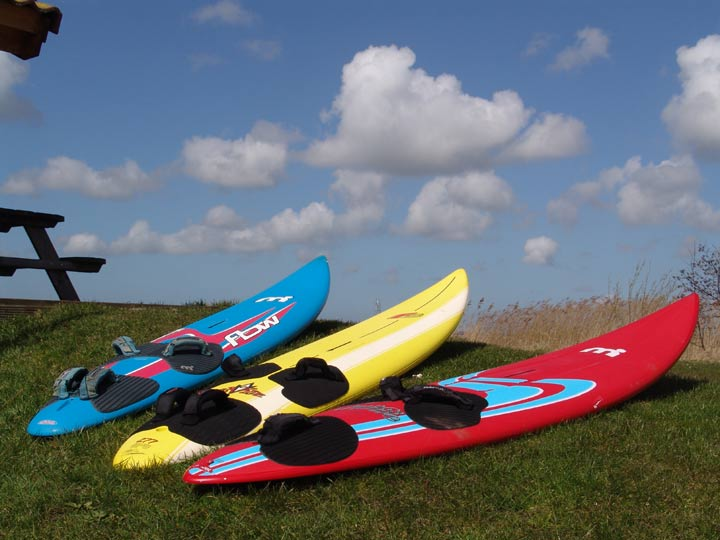
Boards

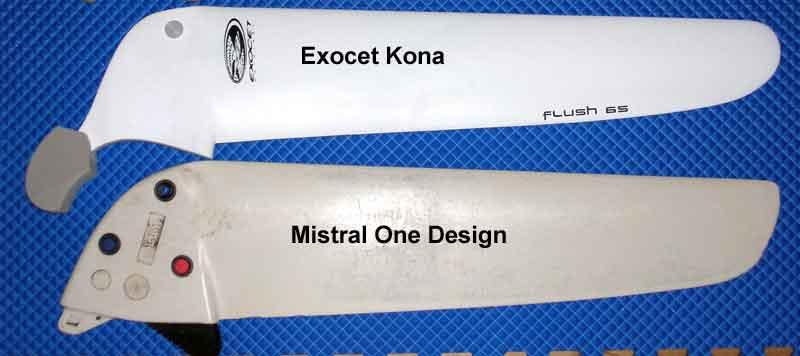
Twee midzwaarden

Vroeg type surfplank

De gijp

Voorwaartse rol

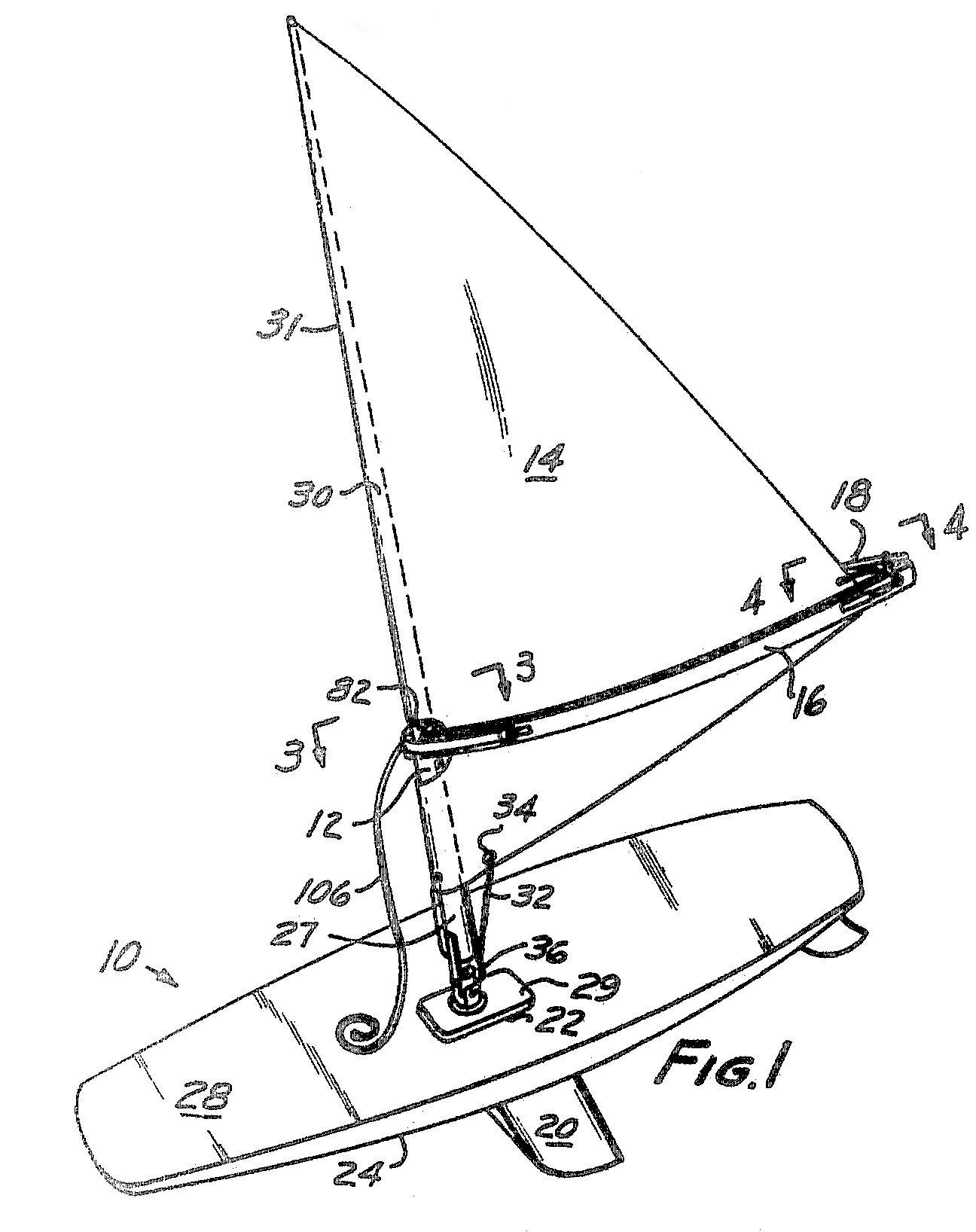
Tekening uit de patentaanvraag op het idee van de windsurfplank

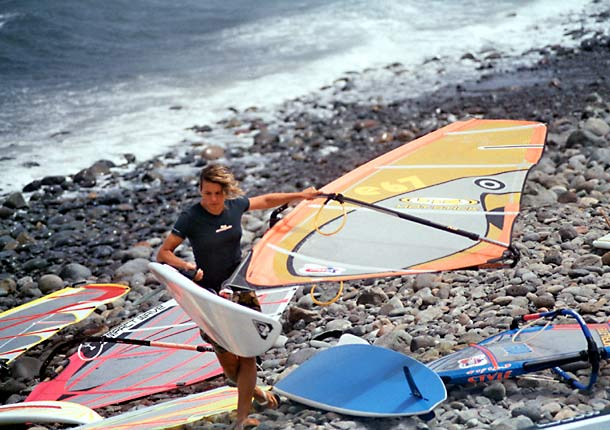
Professioneel windsurfster Silvia Alba Orozco E-67 op Gran Canaria (Pozo)

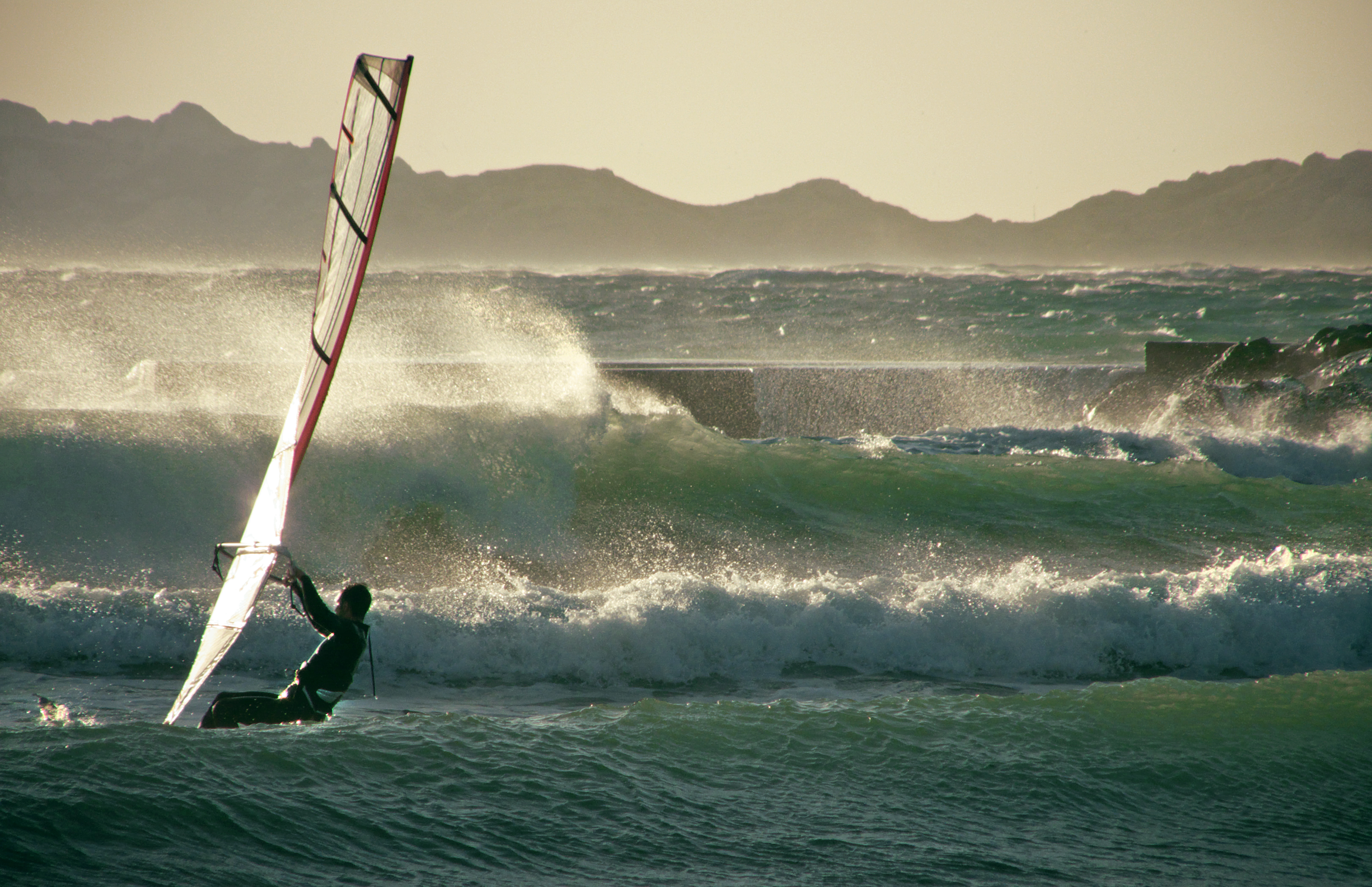
Windsurfer in actie op de Plage du Prado, Marseille, bij aantrekkende Mistralwind

Windsurfen of plankzeilen is een watersport die wordt beoefend met behulp van een surfplank waarop een mast met een zeil is gemonteerd. Daarnaast wordt een giek gebruikt om het zeil te bedienen. Verder wordt achteraan onderop de surfplank een vin bevestigd, om de koers te stabiliseren. Voor beginners wordt in het midden van de plank onderop een zwaard gemonteerd dat afdrijven (verlijeren) tegengaat. Om te kunnen windsurfen zijn, in tegenstelling tot golfsurfen, geen grote golven nodig, behalve bij de variant "waven". Uiteraard moet er wel voldoende wind zijn om deze sport te kunnen uitoefenen.

## Geschiedenis
Hoewel het Engelse hooggerechtshof in 1982 bepaalde dat de twaalfjarige Peter Chilvers reeds in 1958 een prototype van een zeilplank had ontworpen, werd het pionierswerk op het gebied van plankzeilen geleverd door de Amerikanen Jim Drake en Hoyle Schweitzer. NASA-ingenieur Drake experimenteerde met nieuwe vormen van zeilen en ontmoette eind van de jaren zestig golfsurfer Schweitzer. Hun bedoeling was om een zeil op een surfplank te plaatsen, zodat het zeil wind zou vangen en vooruit zou gaan. Het was eenvoudiger dan de zeilsport, omdat de plank en het tuig veel makkelijker te vervoeren waren. In 1968 vroegen zij patent aan op hun uitvinding. De eerste planken - van "Windsurfer", het merk van Schweitzer - verschenen op de Europese markt in 1972. Eind 1972 verkreeg het Nederlandse bedrijf Ten Cate licentierechten voor de productie en verkoop van de originele Windsurfer zeilplank voor heel Europa, waarmee Ten Cate niet alleen de Nederlandse, maar ook de Europese markt openbrak.
In de jaren 70 kwam het windsurfen vooral in de VS tot bloei. In de jaren 80 werd de sport verspreid over de hele wereld. Hoewel het materiaal in de beginperiodes heel zwaar en onhandig was, werd het windsurfen vanaf die tijd snel een zeer populaire watersport. In 1984 was windsurfen voor het eerst present op de Olympische Spelen. Het board was destijds een Windglider. Tijdens de volgende Spelen werd er gevaren op de Lechner Olympische Zeilplank. Deze werd opgevolgd door de Mistral. Sinds 2008 wordt er gevaren op de RS:X-zeilplank.  
Tot op heden wonnen drie Nederlanders op de Spelen in de Olympische Klasse (Formula) goud. Stephan van den Berg in 1984, Dorian Van Rijsselberghe in 2012 en 2016 en Kiran Badloe in 2021. De OS2020 werden in verband met de coronapandemie in 2021 gehouden.  
Voor de Spelen van 2024 zal het windsurfen vervangen worden door windfoilen.  

## Disciplines
- Slalom (zo snel mogelijk een parcours afleggen dat halve wind ligt)
- Slalom-X (een slalom parcours afleggen met een aantal vooral bepaalde obstakel(s) zoals een "sausage", een speedrun, of een beachstart. Dit is een nieuwe discipline in de PWA, Sinds 2024 is deze discipline ontstaan en is in het eerste jaar gewonnen door de fransman Pierre Mortefon. De discipline is een mix tussen het bekende Slalom en het vroegere Super-X.
- Wave (springen en golfrijden in de golven)
- Freestyle (springen en trucjes uithalen op vlak water)
- Course Race (zo snel mogelijke een parcours afleggen dat zowel halve wind als in de wind ligt)
- Formula (variant van course race waarbij gebruikgemaakt wordt van een veel groter zeil (9,5-12m²) en board (100 cm))
- Olympische Klasse (Formula): een eenheidsklasse waarbij iedereen op hetzelfde merk en type materiaal vaart.
- Speedsurfen (zo snel mogelijk varen, bij voorkeur op ruimwindse koers en gericht op pieksnelheden, of bijvoorbeeld een gemiddelde over 10 seconden, of een vaste baan van 500 meter)
- Super-X [Deze discipline is vervallen] (een slalomparcours afleggen waarbij verplichte obstakels worden genomen en verplichte trucjes worden uitgevoerd. Bij elke boei moet een duckgijp worden gedaan. Verder is het een slalomwedstrijd; wie het eerst de finish haalt wint.)
- Techno 293 (jeugdklasse met lage instapdrempel waar zo snel mogelijk een parcours moet worden afgelegd dat zowel halve wind als in de wind ligt)
- Windfoilen  (plankzeilen / windsurfen op een zeilplank / windsurfplank uitgevoerd met een lift genererende hydrofoil, ook wel draagvleugel genoemd) In het verleden werd deze specifieke discipline van het plankzeilen / windsurfen aangeduid met de term: "hydrofoilen".

## Uitrusting

### Surfplank
Er zijn verschillende typen windsurfplanken. Om optimale prestaties te bereiken bij elke individuele discipline van de windsurfsport (zie sectie disciplines boven), wordt dan ook bij voorkeur een speciaal voor die individuele discipline “gevormde” en geoptimaliseerde windsurfplank gebruikt. Bij het ontwikkelen en creëren (vormgeven) van een windsurfplank gebruikt men dan ook wel de term shapen. Dit is de Engelse uitdrukking voor het woord vormgeven. Bij het spreken over de vorm van een windsurfplank, gebruikt men dan ook vaak de term “shape”. Eén van de belangrijkste aspecten aan de plank is het volume of drijfvermogen. Meer drijfvermogen is stabieler en zorgt ervoor dat de plank eerder planeert, nadeel is dat de plank bij hardere wind 'te groot' wordt en vaak letterlijk gaat opstijgen. Kleiner volume is geschikt voor de hardere dagen en gevorderde surfers en mensen met minder gewicht, zoals bijvoorbeeld kinderen. 150 liter drijfvermogen betekent dat de plank 150 kilogram kan dragen. Om het benodigde volume te bepalen om te blijven drijven wordt het gewicht van de surfer opgeteld bij dat van zijn tuigage (grofweg 10 à 15 kilo) plus 15 - 20 liter, maar dit verschilt ook afhankelijk van iemands niveau en het type plank. Voor freestyle en formula is altijd al een groter formaat van plank nodig dan voor wave en slalom. Beginnende windsurfers varen (windsurfen) meestal met windsurfplanken van meer dan 150 liter, die mede als gevolg van hun relatief grote volume vaak ook breder zijn uitgevoerd en daarnaast over een zwaard beschikken dat afdrijven (verlijeren) tegengaat.
Behalve het volume is ook de breedte van de plank belangrijk. Hoe breder de plank, hoe meer stabiliteit. De kern van de plank bestaat uit schuim, de huid bestaat uit in een vorm geblazen polyetheen of een samenstelling van materialen.
Elke plank heeft een vin (ook wel een skeg genoemd). Zonder de vin zou de plank geen koers houden en zou de tail (de achterkant van de plank) slippen. Vinnen kunnen vervaardigd worden van koolstofvezel, van verstevigd fiberglas of een combinatie hiervan. In de loop van de jaren zijn er verschillende vinbox-types verschenen, de meest gebruikte types zijn: Powerbox (één bout, niet verstelbaar), US-Box (één bout, verstelbaar) en Tuttlebox (twee bouten, niet verstelbaar). Vinnen zijn er in vele soorten en maten.
Verder zit er nog boven op de plank een mastrail, waarin de voet van het tuig vast zit aan de plank. Er zijn twee verschillende typen mastrailen: vast en verstelbaar. De vaste rail bestaat uit een rail met groeven midden op de plank. De tuigage wordt bevestigd met een schuifplaat, die met een bout en hamermoer overal in de rail kan worden geplaatst. Na het vastzetten blijft de tuigage op haar plaats.
Onder de surfplank kan een zwaard zitten (een belangrijk kenmerk van longboards). Het kan worden neergelaten of in de romp worden weggeklapt. Wanneer het zwaard is neergelaten, functioneert het als de kiel van een schip (maar er hangt geen gewicht onder). Het biedt extra stabiliteit en maakt het eenvoudiger hoogte te lopen (aan de wind te varen).
Vaak zitten er op een surfboard voetbanden. Wanneer een windsurfer planeert staat hij in de voetbanden om de krachtoverbrenging van het tuig zo direct mogelijk te krijgen en om stabiel op de plank te blijven bij hoge snelheden. Als een surfer in de voetbanden staat kan hij in overpowerde condities meer hangen aan het zeil en ook verder buiten de plank gaan hangen. Hierdoor ontstaat er meer liftwerking waardoor de surfer nog harder planeert. Dit is een vaardigheid die soms wat lastig te leren is.

### Zeil
Surfzeilen zijn opgebouwd uit banen zeildoek die aan elkaar worden geplakt en genaaid. Ze worden gemaakt van een combinatie van monofilm (dunne laag doorzichtig pvc) en gekleurd dacron (geweven polyester). Tegenwoordig wordt er ook al x-ply gebruikt voor extra stevigheid. Het zeil wordt ondersteund door roeden van fiberglas, zeillatten genoemd, die worden bevestigd in nauwsluitende lattenzakjes. De zeillatten zorgen voor het profiel van het zeil. Vaak worden kevlar- of dynema-draden gebruikt om het zeil te verstevigen (bepantseren). Dit gebeurt vooral bij zeilen die veel te verduren krijgen (zoals zeilen die gebruikt worden om op zee te gebruiken). Bij deze zeilen komt het ook voor dat er andere monofilmachtige (maar veel stevigere) materialen gebruikt worden, zoals X-ply etc.
De zeilkeuze wordt bepaald door het lichaamsgewicht, de vaardigheid van de surfer, windomstandigheden en bovenal door de discipline (wavers en freestylers gebruiken veel kleinere zeilen dan bijvoorbeeld slalommers of Formula-riders). Hoe zwaarder de surfer is, hoe meer zeil hij nodig heeft om gebruik te maken van de wind, en hoe groter de windsnelheid, hoe kleiner het benodigde zeil. Met de windsnelheid zal namelijk ook de kracht op het zeil toenemen, waardoor meer inspanning en techniek nodig is om het onder controle te houden.
- Over powered surfen: Surfen met een te groot zeil in verhouding tot de windkracht.
- Zeil minderen: Het terugbrengen van de zeilgrootte.
- Zeil bijzetten: Het vergroten van de zeilgrootte.

Er zijn grofweg drie typen zeilen:
- Speed-, slalom- en racezeilen zijn prestatiegericht en bedoeld om met grote snelheid in een rechte lijn te surfen. Ze hebben een ontwerp dat een zo groot mogelijke kracht en acceleratie geeft en zijn herkenbaar aan een ruimere mastslurf, lange giek, lager voorlijk (deel van het zeil dat dicht bij de mast ligt) en onderlijk (onderkant van het zeil), en een grote hoeveelheid zeillatten met meestal vier cambers. Deze zeilen zijn vaak laag uitgesneden zodat de surfer het zeil op de plank kan leggen en dus geen windverlies heeft onder het zeil tevens zorgt dit voor een verminderde turbulente wind tussen de plank en het zeil. Dit zorgt voor hogere snelheden.
- Foilzeilen zijn racezeilen speciaal gemaakt voor de klasse windfoilen (met een draagvleugel i.p.v. een vin), deze zeilen zijn nog lager uitgesneden dan racezeilen. Dit omdat bij surfen op een foil het zeil rechter op gehouden kan worden. Hierdoor kan het onderlijk nog lager uitgesneden worden wat resulteert in meer zeiloppervlakte.
- Allround, Freeride-zeilen zijn voornamelijk bedoeld voor recreatief gebruik. Veel voorkomende kenmerken zijn de vijf of zes zeillatten en een vorm die tussen die van een racezeil en een wavezeil in ligt.
- Wavezeilen zijn makkelijker te hanteren onder ruige omstandigheden. Ze hebben een kortere giek, minder zeillatten en een hoger opgesneden onderlijk. Dit zeil is hoger opgesneden omdat de golven dan minder snel tegen het zeil aankomen en dus comfortabeler gevaren kan worden.

### Mast en giek
Tegenwoordig bestaan de meeste masten uit twee gedeelten, zodat ze makkelijk kunnen worden opgeborgen. In de meeste gevallen zijn ze gemaakt van epoxyfiberglas met een variërend koolstofgehalte. Hoe hoger het koolstofgehalte van de mast, des te hoger de reactiesnelheid en des te sneller het profiel van het zeil hersteld is na een windvlaag. Daarnaast is een mast met een hoger koolstofgehalte vaak lichter dan een mast met enkel epoxyfiberglas. Om deze redenen geven de meeste surfers de voorkeur aan een mast met een hoger koolstofgehalte, maar helaas wordt de mast dan ook duurder. Daarnaast zijn masten met veel koolstof vaak kwetsbaarder. Om dit probleem tegen te gaan heeft men een aantal jaren geleden de RDM (Reduced Diameter Mast) ontwikkeld. De mast heeft een kleinere (reduced) diameter, waardoor de mastdikte groter kan zijn bij hetzelfde gewicht (en dus stijver). Om met zo'n mast te kunnen varen is een mastadapter nodig (om een normale mastdikte te simuleren op de plaats waar de mast in contact staat met de giek), of een giek die ook RDM-masten aankan. Ook is een dunnere verlenger vereist. Met een mastverlenger is de mastlengte precies aan te passen aan het zeil.
De giek is meestal van aluminium, zodat hij sterk genoeg is om het lichaamsgewicht van de surfer te dragen. Er zijn ook koolstofvezel (carbon) gieken, deze zijn stijver dan alu-gieken, waardoor het tuig op het horizontale vlak minder vervormt. Een giek is bedekt met gripmateriaal en wordt bevestigd aan de mast met een kunststof klem. Aan de andere zijde (schoothoek) is de giek bevestigd aan het zeil met een lijntje dat in een lus door een oogje in het zeil loopt. De giek kan worden aangepast aan verschillende zeilgroottes door een uitschuifbaar 'achtereinde', waarmee de lengte van de giek is aan te passen aan de grootte van het zeil. De aanbevolen gieklengte wordt afgedrukt op het zeil.

### Accessoires
Als bescherming tegen onderkoeling dient een wetsuit. Een wetsuit zorgt voor bescherming van het lichaam en houdt de lichaamswarmte vast. Naarmate de lucht koeler en de temperatuur van het water lager is, is een dikker pak dat een groter deel van het lichaam bedekt nodig. Een wetsuit kan één- of tweedelig zijn. De eendelige pakken (steamers) zijn het warmst doordat er weinig ruimte is voor koud water om naar binnen te stromen. Een tweedelig pak bestaat uit een tuinbroek (long-john) en een kort jasje (bolero). De bolero wordt tegenwoordig niet meer gebruikt.
Een windsurfer kan speciale surflaarzen of -schoenen aantrekken. Ze hebben veel grip, zijn soepel en bieden bescherming, zowel tegen onderdelen van de plank als tegen natuurlijke gevaren, zoals blokken en stenen op de bodem. Ook dienen ze (vooral de laarzen) voor isolatie, waardoor de voeten warm blijven.
Bij het optrekken van het zeil en het hangen aan de giek hebben de handen van de windsurfer het zwaar te verduren. Handschoenen beschermen de huid, maar belemmeren de greep, waardoor de onderarmen snel vermoeid kunnen raken.
Een trapeze bestaat uit een gordel waar een haak aan zit en een trapezelijn. De trapezelijn moet aan de giek worden vastgemaakt, en de gordel wordt aangetrokken door de surfer. Met de haak kan de surfer zich aan de trapezelijn vastmaken. Een trapeze verlicht de belasting van de armen. Een trapezelijn heeft meestal een vaste lengte, maar kan soms ook onder het varen verstelbaar zijn. Er zit een trapeze aan beide zijden van het zeil aan de giek vast, precies tussen de handen van de surfer. De surfer kan zichzelf altijd losmaken van de trapezelijn, maar zit wel tijdelijk vast aan het tuig (mast en zeil en giek). Het gebruik van een trapeze is voor meer gevorderde surfers.
Tegenwoordig hebben sommige windsurfers ook een gps. Hier meten zij hun snelheid mee en de afstand die zij hebben gesurft.

## Locaties
In België wordt er gesurft aan zee en op de grotere meren met sportinfrastructuur zoals Spuikom Oostende, Eglegemvijver, Hazewinkel, De Gavers, Domein Hofstade, of het Meer van Bütgenbach. In Nederland wordt de sport vooral beoefend op zee, in Zeeland en op de randmeren van Flevoland en de meren in Friesland.
Een goede en bekende plek om te windsurfen is op de Canarische Eilanden, bijvoorbeeld op Gran Canaria, vanwege de uitstekende omstandigheden om deze sport te beoefenen. Op Gran Canaria wordt ook elk jaar een onderdeel van de wereldkampioenschappen gehouden, de  PWA World Tour, waar de beste windsurfers bij elkaar komen om tegen elkaar te strijden en de meeste punten proberen te pakken op verschillende onderdelen.
Ook op de andere eilanden van de Canarische Archipel is het windsurfen populair, met name op de eilanden Lanzarote, Fuerteventura en Tenerife en ook op deze eilanden wordt elk jaar de WK gehouden met de professionals op dit gebied. Een van deze professionals is Björn Dunkerbeck en 41-voudig PWA-tour wereldkampioen, die veelal op Gran Canaria is te vinden, waar hij zijn eigen windsurfschool en winkel heeft.